# 11524 Pleyel
11524 Pleyel eller 1991 PY2 är en asteroid i huvudbältet som upptäcktes den 2 augusti 1991 av den belgiske astronomen Eric W. Elst vid La Silla-observatoriet. Den är uppkallad efter tonsättaren Ignace Pleyel.
Asteroiden har en diameter på ungefär 5 kilometer.